# دبليو 30 (قنبلة نووية)

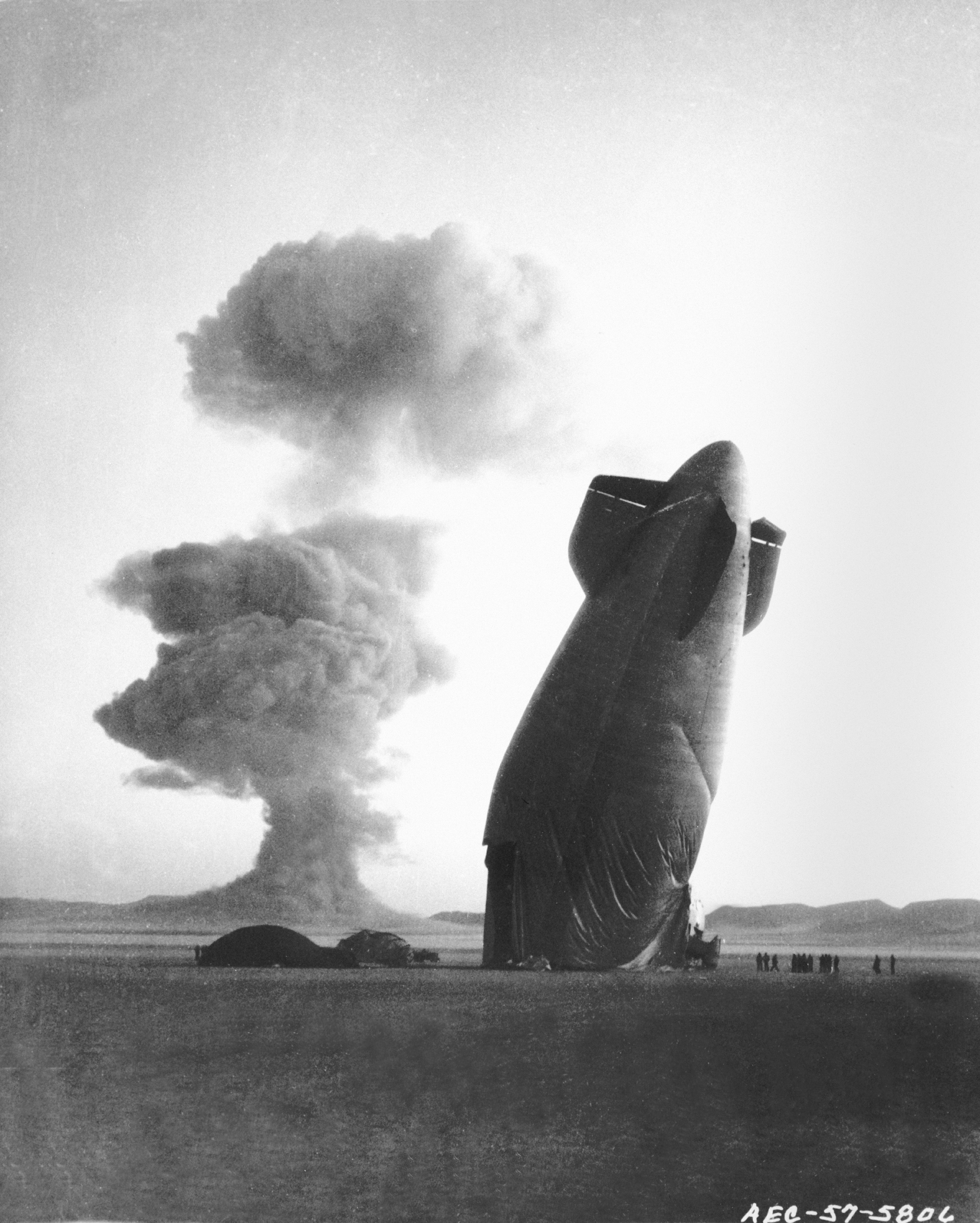

دبليو 30 هو رأس حربي نووي أميركي يبلغ 22 بوصة وقطر 48 بوصة ويزن 438 , 450 أو 490 اعتمادا على الإصدار.
استخدمت الرؤوس الحربية دبليو 30 و دبليو 31 عناصر تحكم بسيطة مؤلفة من 3 أرقام على مكونات تسليحها ولا يمكن جعلها آمنة من خلال أجهزة الاستشعار البيئي نظرا لاستخدامها. يمكن للرؤوس الحربية الأخرى استخدام أجهزة استشعار للكشف عما إذا كانت قد تمت بالفعل من خلال إعادة الدخول أو التباطؤ المفاجئ قبل التسليح.